# 氏家駅

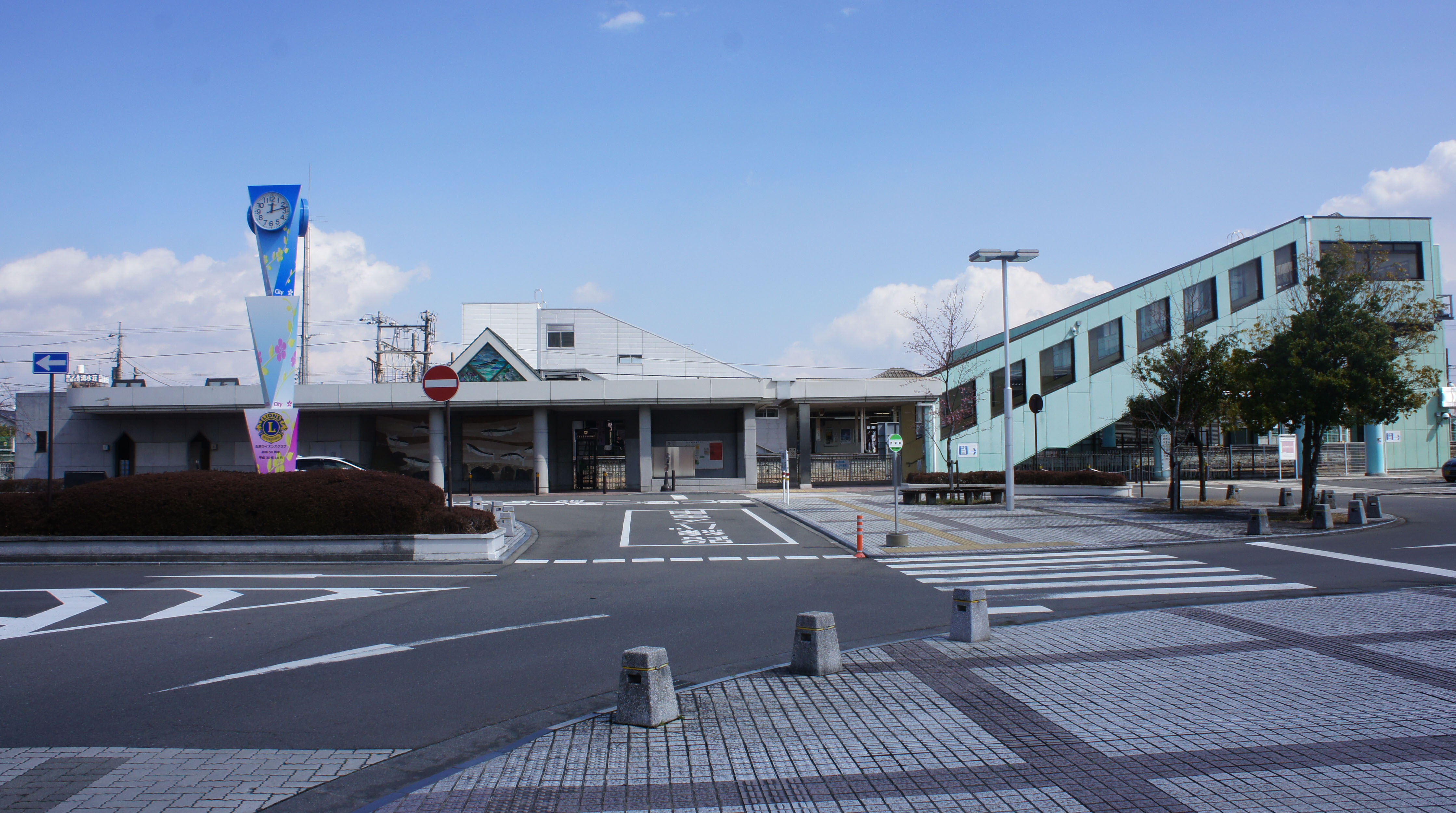
西口（2019年3月）

氏家駅（うじいええき）は、栃木県さくら市氏家にある、東日本旅客鉄道（JR東日本）東北本線の駅である。「宇都宮線」の愛称区間に含まれている。
さくら市の代表駅である。

## 歴史
- 1897年（明治30年）2月25日：日本鉄道により、宇都宮駅 - 矢板駅間の経路変更と同時に開業[2]。
- 1902年（明治35年）2月21日：喜連川人車鉄道（のちに喜連川人車軌道）が開業する。
- 1906年（明治39年）11月1日：鉄道国有法により国有化[2]。
- 1909年（明治42年）10月12日：線路名称制定により東北本線の所属となる。
- 1918年（大正7年）6月22日：喜連川人車軌道が廃止される。
- 1938年（昭和13年）3月：現行の駅舎へ改築。
- 1984年（昭和59年）2月1日：荷物扱い廃止[2]。
- 1987年（昭和62年）4月1日：国鉄分割民営化により、JR東日本・JR貨物の駅となる[2]。
- 1996年（平成8年）3月16日：貨物列車の設定を廃止[2]。
  - 駅北側にある住友セメント（現在の住友大阪セメント）氏家サービスステーションへの専用線があり、セメント輸送が行われていた。
- 2004年（平成16年）10月16日：ICカードSuica供用開始[3]。
- 2007年（平成19年）4月1日：JR貨物の駅が廃止され、貨物の取扱いを正式に終了。
- 2016年（平成28年）2月19日：みどりの窓口営業終了。
- 2022年（令和4年）3月12日：ダイヤ改正により黒磯駅 - 宇都宮駅間の電車がE131系でのワンマン運転に統一され、グリーン車の営業（乗り入れ）が終了。

## 駅構造
単式ホーム1面1線と島式ホーム1面2線、合計2面3線のホームを有する地上駅である。Suica対応自動改札機や指定席券売機が設置されている。
中心地区は当駅の改札がある東側にあり、駅西側から改札へは一般道路を利用して大回りしなければならなかった。これに対し旧氏家町は駅西側の開発・整備を行い、1億円を投じて駅構内に連絡橋を設けた。これにより、駅西側から当駅改札への利便性が向上した。
JR東日本ステーションサービス受託の業務委託駅。管理駅は那須塩原駅。

### のりば
| 番線 | 路線                | 方向 | 行先                   |
| ---- | ------------------- | ---- | ---------------------- |
| 1・2 | ■宇都宮線（東北線） | 上り | 宇都宮・大宮・東京方面 |
| 3    | ■宇都宮線（東北線） | 下り | 矢板・黒磯・白河方面   |

（出典：JR東日本:駅構内図）
- 2番線を使用するのは朝5時台の当駅始発（宇都宮駅から回送）のみである。2番線は上下共用の待避線であり、定期旅客列車での設定はないものの黒磯方面に向かうことも可能である。そのため、実際の案内標では方面表記が未記入となっている。
- 白河・郡山方面は黒磯駅で、大宮・都心方面は宇都宮駅での乗り換えが必要。
- 2004年3月13日のダイヤ改正以降は湘南新宿ラインの列車が、2022年3月12日のダイヤ改正以降は上野方面（上野東京ライン）の列車が当駅に乗り入れなくなった。

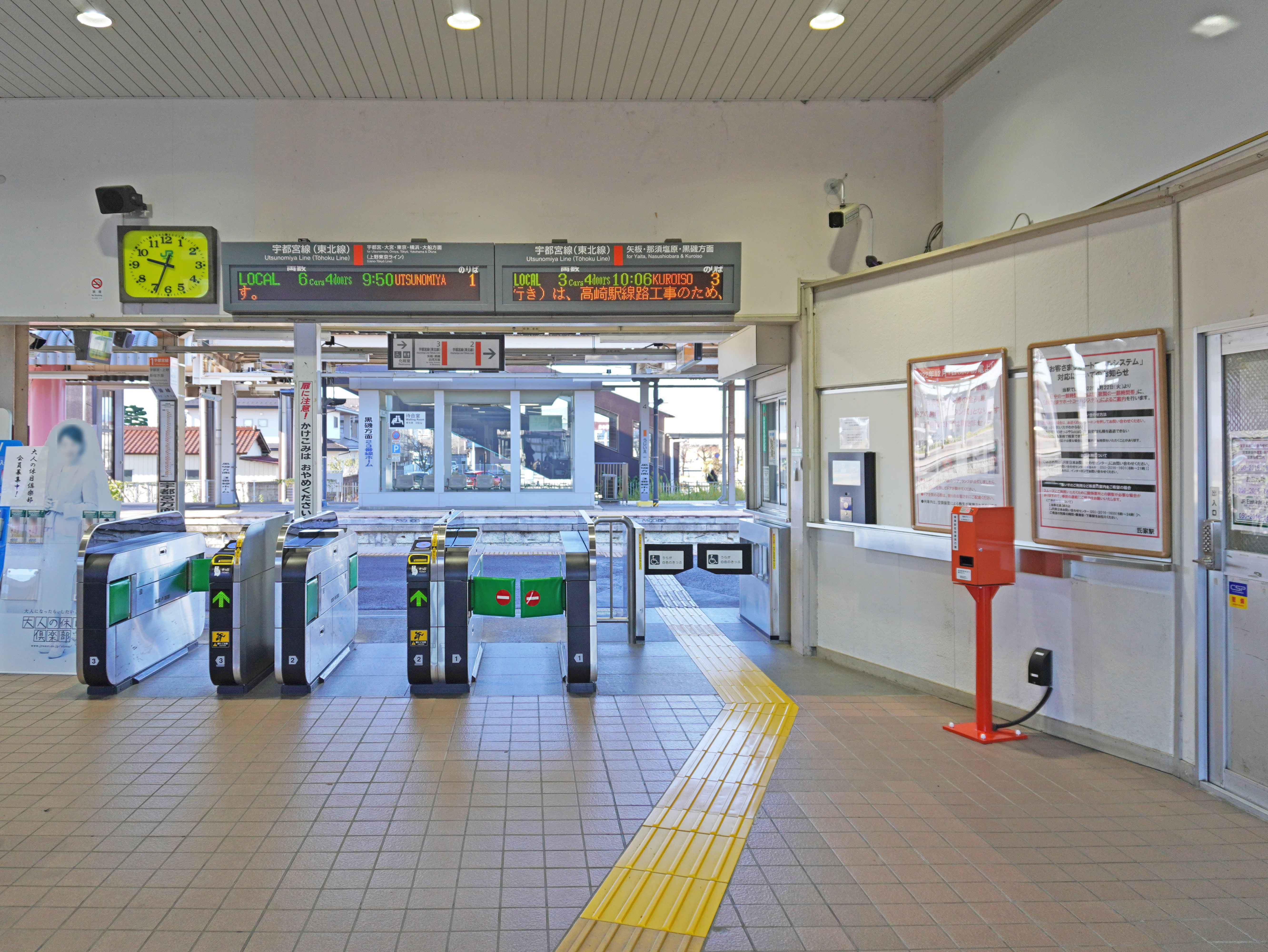
改札口（2022年11月）
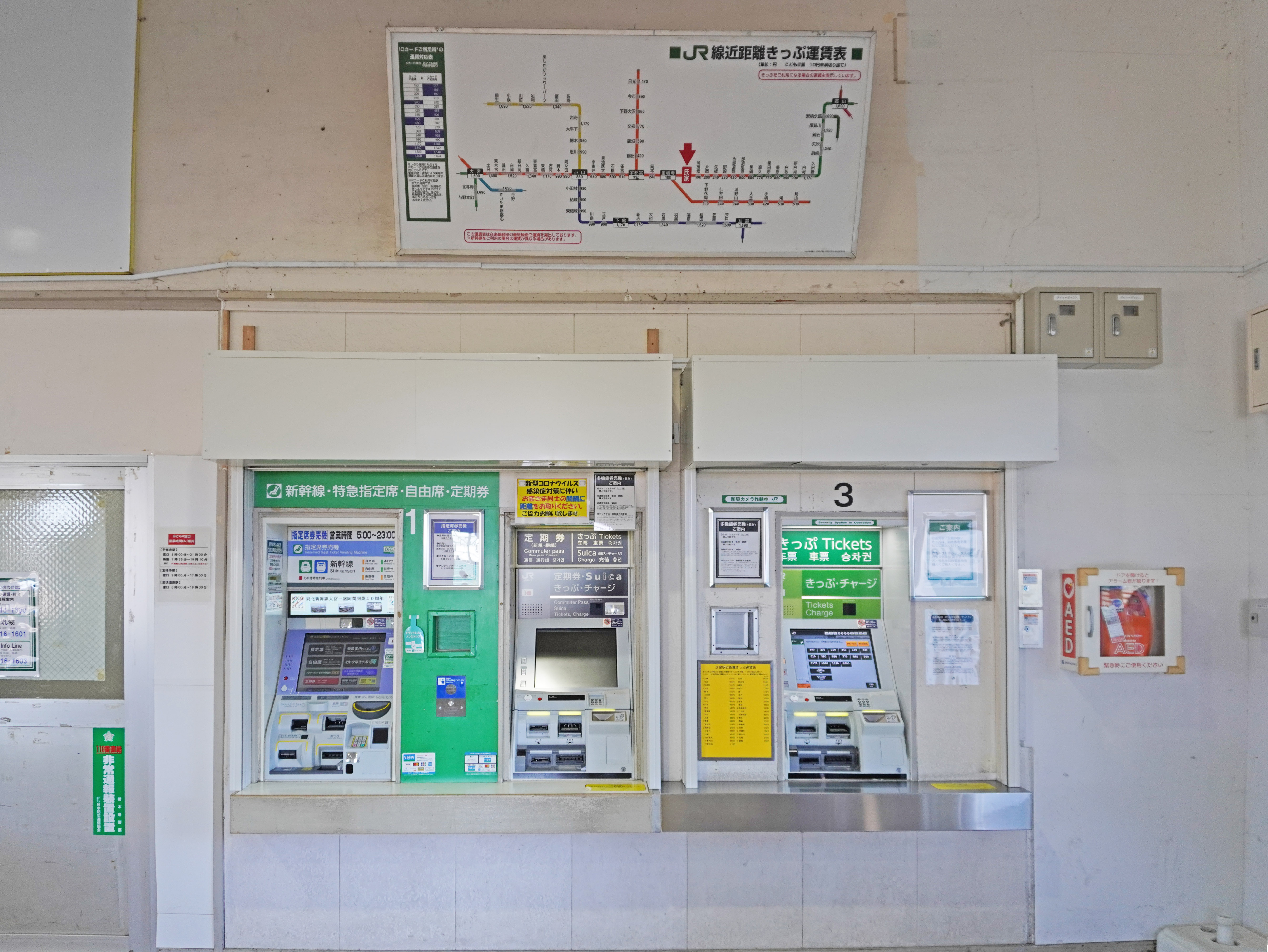
自動券売機（2022年11月）
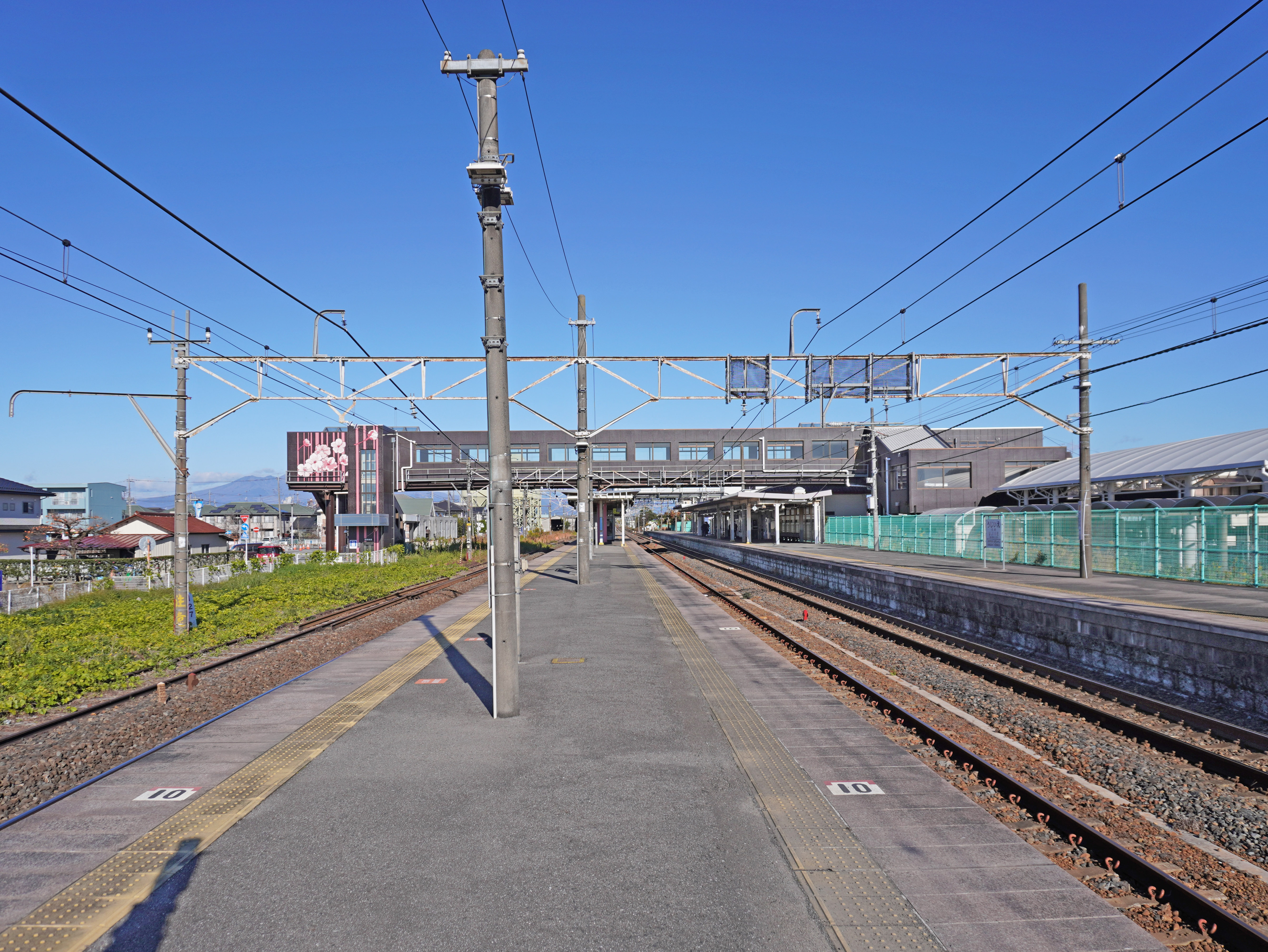
ホーム（2022年11月）

## 利用状況
JR東日本によると、2023年度（令和5年度）の1日平均乗車人員は2,863人である。
2000年度（平成12年度）以降の推移は以下のとおりである。
| 乗車人員推移       | 乗車人員推移     | 乗車人員推移    |
| 年度               | 1日平均 乗車人員 | 出典            |
| ------------------ | ---------------- | --------------- |
| 2000年（平成12年） | 2,902            | [ 利用客数 2 ]  |
| 2001年（平成13年） | 2,853            | [ 利用客数 3 ]  |
| 2002年（平成14年） | 2,852            | [ 利用客数 4 ]  |
| 2003年（平成15年） | 2,925            | [ 利用客数 5 ]  |
| 2004年（平成16年） | 2,898            | [ 利用客数 6 ]  |
| 2005年（平成17年） | 2,879            | [ 利用客数 7 ]  |
| 2006年（平成18年） | 2,854            | [ 利用客数 8 ]  |
| 2007年（平成19年） | 2,896            | [ 利用客数 9 ]  |
| 2008年（平成20年） | 2,938            | [ 利用客数 10 ] |
| 2009年（平成21年） | 2,928            | [ 利用客数 11 ] |
| 2010年（平成22年） | 2,899            | [ 利用客数 12 ] |
| 2011年（平成23年） | 2,910            | [ 利用客数 13 ] |
| 2012年（平成24年） | 3,007            | [ 利用客数 14 ] |
| 2013年（平成25年） | 3,078            | [ 利用客数 15 ] |
| 2014年（平成26年） | 3,025            | [ 利用客数 16 ] |
| 2015年（平成27年） | 3,096            | [ 利用客数 17 ] |
| 2016年（平成28年） | 3,125            | [ 利用客数 18 ] |
| 2017年（平成29年） | 3,164            | [ 利用客数 19 ] |
| 2018年（平成30年） | 3,215            | [ 利用客数 20 ] |
| 2019年（令和元年） | 3,222            | [ 利用客数 21 ] |
| 2020年（令和02年） | 2,519            | [ 利用客数 22 ] |
| 2021年（令和03年） | 2,579            | [ 利用客数 23 ] |
| 2022年（令和04年） | 2,711            | [ 利用客数 24 ] |
| 2023年（令和05年） | 2,863            | [ 利用客数 1 ]  |

## 駅周辺

### 東口（駅舎側）
- さくら警察署氏家駅前交番
- 栃木県道107号氏家停車場線
- 栃木県道48号大田原氏家線
- 栃木県道62号今市氏家線
- 栃木県道181号上高根沢氏家線
- 国道4号（陸羽街道）
- 国道293号（氏家バイパス〜旧陸羽街道）
- さくら市役所（旧・氏家町役場）
- 氏家馬場郵便局
- 氏家税務署
- 足利銀行氏家支店
- 栃木銀行氏家支店
- 黒須病院
- 今宮神社
- ヤマダデンキテックランドさくら店

### 西口（東西連絡橋）
- 国道4号
- 国道293号
- 栃木県道125号氏家宇都宮線
- 氏家郵便局
- 烏山信用金庫氏家支店
- シャトレーゼ
- 鬼怒川

## バス路線

### 東口発着
『氏家駅前』停留所にて、関東自動車東野平出営業所が運行する路線バスが発着する。
- <喜連川・馬頭線> 馬頭車庫行、びゅうフォレスト北行

市営大型車駐車場内の『JR氏家駅』停留所から喜連川温泉とを結ぶ無料送迎バスが発着する。
- <観光温泉バス> もとゆ行

### 西口発着
『氏家駅（西口）』停留所にて、上河内地域路線バスが発着する。
- <氏家線> 西小学校前行

## 隣の駅
東日本旅客鉄道（JR東日本）
■宇都宮線
宝積寺駅 - 氏家駅 - 蒲須坂駅

### かつて存在した路線
喜連川人車軌道
喜連川人車軌道線
氏家駅 - 並木駅

### 利用状況
1. 1 2  “各駅の乗車人員（2023年度）”.   東日本旅客鉄道. 2024年7月20日閲覧。
2. ↑  “各駅の乗車人員（2000年度）”.   東日本旅客鉄道. 2019年2月13日閲覧。
3. ↑  “各駅の乗車人員（2001年度）”.   東日本旅客鉄道. 2019年2月13日閲覧。
4. ↑  “各駅の乗車人員（2002年度）”.   東日本旅客鉄道. 2019年2月13日閲覧。
5. ↑  “各駅の乗車人員（2003年度）”.   東日本旅客鉄道. 2019年2月13日閲覧。
6. ↑  “各駅の乗車人員（2004年度）”.   東日本旅客鉄道. 2019年2月13日閲覧。
7. ↑  “各駅の乗車人員（2005年度）”.   東日本旅客鉄道. 2019年2月13日閲覧。
8. ↑  “各駅の乗車人員（2006年度）”.   東日本旅客鉄道. 2019年2月13日閲覧。
9. ↑  “各駅の乗車人員（2007年度）”.   東日本旅客鉄道. 2019年2月13日閲覧。
10. ↑  “各駅の乗車人員（2008年度）”.   東日本旅客鉄道. 2019年2月13日閲覧。
11. ↑  “各駅の乗車人員（2009年度）”.   東日本旅客鉄道. 2019年2月13日閲覧。
12. ↑  “各駅の乗車人員（2010年度）”.   東日本旅客鉄道. 2019年2月13日閲覧。
13. ↑  “各駅の乗車人員（2011年度）”.   東日本旅客鉄道. 2019年2月13日閲覧。
14. ↑  “各駅の乗車人員（2012年度）”.   東日本旅客鉄道. 2019年2月13日閲覧。
15. ↑  “各駅の乗車人員（2013年度）”.   東日本旅客鉄道. 2019年2月13日閲覧。
16. ↑  “各駅の乗車人員（2014年度）”.   東日本旅客鉄道. 2019年2月13日閲覧。
17. ↑  “各駅の乗車人員（2015年度）”.   東日本旅客鉄道. 2019年2月13日閲覧。
18. ↑  “各駅の乗車人員（2016年度）”.   東日本旅客鉄道. 2019年2月13日閲覧。
19. ↑  “各駅の乗車人員（2017年度）”.   東日本旅客鉄道. 2019年2月13日閲覧。
20. ↑  “各駅の乗車人員（2018年度）”.   東日本旅客鉄道. 2019年7月11日閲覧。
21. ↑  “各駅の乗車人員（2019年度）”.   東日本旅客鉄道. 2020年7月10日閲覧。
22. ↑  “各駅の乗車人員（2020年度）”.   東日本旅客鉄道. 2021年7月11日閲覧。
23. ↑  “各駅の乗車人員（2021年度）”.   東日本旅客鉄道. 2022年8月5日閲覧。
24. ↑  “各駅の乗車人員（2022年度）”.   東日本旅客鉄道. 2023年7月9日閲覧。